# Manfred von Brauchitsch
Manfred Georg Rudolf von Brauchitsch (Amburgo, 15 agosto 1905 – Gräfenwarth, 5 febbraio 2003) è stato un pilota automobilistico tedesco.

## Biografia
Manfred von Brauchitsch apparteneva a una famiglia di tradizioni militari, suo zio Walther era comandante in capo dell'esercito tedesco quando Manfred fu avviato alla stessa carriera, ma da allievo ufficiale riportò la frattura del cranio in seguito a un incidente motociclistico e in conseguenza di ciò fu dichiarato inabile.
Alcuni anni dopo comprò una Mercedes SSK con la quale, nel 1932, vinse all'AVUS, fu la prima vittoria importante che gli permise di entrare nella squadra ufficiale della Mercedes nel 1934 quando la casa automobilistica riprese a partecipare alle competizioni.
Le sue doti velocistiche lo portavano spesso a stabilire il record sul giro anche se non si aggiudicò un gran numero di successi. Dal 1934 al 1939 come pilota ufficiale Mercedes partecipò ai più importanti Gran Premi contro i più celebrati fuoriclasse del tempo, vincendo nel 1934 il Gran Premio dell'Eifel (prima gara e prima vittoria della Mercedes nell'anno del ritorno alle competizioni) mentre nel 1935 regalò la vittoria del Gran Premio di Germania al Nürburgring a Tazio Nuvolari dechappando una gomma all'ultimo giro per non aver voluto compiere una sosta supplementare.
Nel 1937 vinse a Monaco e nel 1938 in Francia sul circuito di Reims, battendo in entrambi i casi il compagno di squadra e gloria dell'automobilismo tedesco Rudolf Caracciola. Sempre nel 1938, al Gran Premio di Germania, la sua vettura subì un incendio ai box durante il rifornimento; von Brauchitsch fu estratto prontamente e rimase indenne, riprendendo poi la corsa (si ritirò subito dopo per un'uscita di strada).
Dopo la guerra si trasferì nella Germania Est e divenne un funzionario del locale Automobile Club. Morì nel 2003 e fu sepolto nel cimitero di Gräfenwarth, in Turingia.